# Lapati Paka
Lapati Halepaka (ou Hale Paka), née Lapati Tongokilo le 12 juillet 1935, est une femme politique niuéenne.

## Biographie
Originaire du village de Mutalau, elle suit une formation d'infirmière aux Samoa néo-zélandaises et en sort diplômée. Elle épouse un médecin, Haresimelika Halepaka. Son propre père est membre de l'Assemblée de Niué, et lorsqu'il brigue un nouveau mandat aux élections législatives niuéennes de 1975, elle se présente également. Ces élections sont les premières après l'obtention par Niué d'un statut de libre association avec la Nouvelle-Zélande, ancienne puissance de tutelle, qui confère au petit pays son indépendance en matière de politique intérieure. Comme son père, Lapati Halepaka se présente au scrutin national - c'est à dire qu'elle brigue l'un des six sièges pourvus au scrutin national, plutôt que se présenter au scrutin de son seul village. Elle est élue, de justesse, arrivant à la sixième place, juste derrière son père,,,.
Cela fait d'elle une des deux premières femmes élues au Parlement de Niué, conjointement avec Patricia Rex.
En octobre 2024, lors des célébrations pour les cinquante ans du statut de libre association du pays, Lapati Halepaka est décorée par Dame Cindy Kiro (la gouverneure générale de Nouvelle-Zélande) de la Croix du Service distingué de Niué, la plus haute distinction du pays.